# Geophis incomptus
Geophis incomptus — вид змій родини полозових (Colubridae). Ендемік Мексики.

## Поширення і екологія
Geophis incomptus відомі з типової місцевості, розташованої на горі Сьєрра-де-Коалкоман на півночі штату Мічоакан, на висоті 2100 м над рівнем моря. Вони живуть в гірських сосново-дубових лісах